# Hans Schneider (architekt)
Hans Schneider von Lindau (ur. ok. 1544, zm. 1608) – niemiecki architekt, budowniczy i fortyfikator, działający na Pomorzu i na Śląsku. 

## Życiorys
Pochodził z Lindau (Bodensee) w południowej Bawarii nad Jeziorem Bodeńskim, często określany też mianem Szwajcara.
W latach 1568–1570 wybudował Dom Angielski w Gdańsku. Od 1570 mistrz budowlany rady miejskiej w Elblągu, gdzie nadzorował przez lata 70. prace fortyfikacyjne. Schneiderowi przypisywany jest m.in. projekt przebudowy kamienicy przy dzisiejszej ulicy Kowalskiej, dawniej Schmiedestraße, nr 10 w Elblągu, gdzie obecnie mieści się hotel "Pod Lwem". Od 1578 do 1583 budował Dwór Artusa w Elblągu, a od 1586 fort carré w Gdańsku, później rozbudowany w twierdzę Wisłoujście.
W 1591 zatrudniła go rada miejska Wrocławia, gdzie został fortyfikatorem, a potem miejskim budowniczym. Od 1585 projektował wrocławskie fortyfikacje w systemie nowowłoskim: Bastion Ceglarski (1586), Piaskowy (1588), Bernardyński (1588), Bramę Piaskową (1592–1595) i Bastion Sakwowy (1593–1598).
Oprócz tego we Wrocławiu w latach 1588–1596 budował urządzenia wodociągowe, a w innych miastach na Śląsku – fortyfikacje (m.in. w 1594 w Nysie i w Wiązowie).
Na wniosek Jana Krzysztofa Prószkowskiego w roku 1605 Hans Schneider uzyskał od wrocławskiej rady zezwolenie na dwutygodniowy (tylko; później nakazano mu powrót) wyjazd do Chrzelic, gdzie zaprojektował nowoczesny na owe czasy system fortyfikacji; nie został on nigdy jednak zrealizowany.
Schneiderowi przypisuje się również udział w pracach fortyfikacyjnych Oleśnicy i kościoła Trójcy Świętej w Żórawinie.